# 蒙欽齊 (卡利尼夫卡區)
49°36′47″N 28°35′49″E / 49.61306°N 28.59694°E
蒙欽齊（烏克蘭語：Мончинці），是烏克蘭的村落，位於該國西南部文尼察州，由赫米利尼克區負責管轄，始建於1787年，面積17.8平方公里，海拔高度287米，2001年人口291，人口密度每平方公里16.35人。